# Criciúma Basquete Clube
O Criciúma Basquete Clube é uma equipe de basquetebol da cidade de Criciúma, Santa Catarina que disputa o Campeonato Catarinense organizado pela FCB.

## Desempenho por temporadas
| Temporada | Nível | Estadual    | Pos. | Pós Temporada | TR  | PL | Nacional | Nacional |
| --------- | ----- | ----------- | ---- | ------------- | --- | -- | -------- | -------- |
| 2017      | 1     | Catarinense | 4º   |               | 2-6 | -  | -        | -        |

## Ligações Externas
- Criciúma Basquete Clube no Facebook